# 아라키 신고
아라키 신고(荒木伸吾, 1939년 1월 1일 ~ 2011년 12월 1일)는 일본의 애니메이션 아티스트이자 캐릭터 디자이너였다.

## 작품

### 애니메이션 TV 시리즈
- 어택 넘버 원
- 내일의 죠
- 마법의 마코짱
- 마법소녀 채피
- 데빌맨
- 큐티 하니
- 바벨 2세
- 마법소녀 메구쨩
- UFO 로보 그랜다이저
- 거인의 별
- 혹성로보 단가드A
- 은하철도 999
- 꽃의 아이 룬룬
- 베르사이유의 장미
- 우주선장 율리시스
- 은하열풍 박싱거
- 루팡 3세
- 유리가면 (만화)
- 마이티 오봇츠
- 고깔 모자의 메모루
- 메이플 타운 이야기
- 세인트 세이야
- 삼국지 (만화)
- 슛!
- 게게게의 기타로
- 소년탐정 김전일
- 유희왕
- 링에 걸어라

### 영화
- 팬더와 친구들의 모험
- 큐티 하니
- 마법소녀 메구쨩
- 이큐상
- 내일의 죠
- 코브라 (만화)
- 세인트 세이야: 더 무비
- 베르사이유의 장미
- 슛!
- 게게게의 기타로
- 소년탐정 김전일
- 유희왕

### OVA
- 바벨 2세
- 세인트 세이야